# Archiv für Begriffsgeschichte
Das Archiv für Begriffsgeschichte (AfB) ist eine interdisziplinäre Halbjahreszeitschrift, die im Felix Meiner Verlag in Hamburg erscheint.

## Themenstellung der Zeitschrift
Das Archiv für Begriffsgeschichte wurde 1955 von Erich Rothacker begründet, um – so der ursprüngliche Untertitel – Bausteine zu einem historischen Wörterbuch der Philosophie zu sammeln. Intendiert war  eine eingreifende Überarbeitung der zwischenzeitlich veralteten 4. Auflage von Rudolf Eislers Wörterbuch der philosophischen Begriffe (1927–1930). Da es mittlerweile neben dem von Joachim Ritter inaugurierten und 2007 abgeschlossenen Historischen Wörterbuch der Philosophie, dem das AfB in mancherlei Hinsicht vorarbeitete, eine stattliche Reihe  begriffsgeschichtlicher Großlexika gibt, erweiterte sich die Aufgabe der Zeitschrift inhaltlich wie methodisch zu einem interdisziplinären Organ für die gesamte begriffsgeschichtliche Forschung.
In dieser Rolle trägt das AfB der Einsicht in die fundamentale Bedeutung der Sprache und des Sprachwandels für eine Vielzahl von Erfahrungs- und Wissensbereichen Rechnung und versteht sich als ein Forum, das einschlägige Forschungsprojekte, Monographien und Lexika anregt, vorbereitet, ergänzt und kritisch begleitet.

## Aufbau der Zeitschrift
Das AfB publiziert Arbeiten zu Begriffen aus der Geschichte der Philosophie, der Wissenschaften und der Künste, und zwar sowohl der europäischen als auch der außereuropäischen Tradition; zu mythologischen, religiösen und theologischen Begriffen; zu Begriffen des allgemeinen Sprachgebrauchs, die für eine Epoche oder Kultur charakteristische Bedeutung haben; zu wirkungsmächtigen Metaphern; zu Übersetzungsproblemen von Begriffen sowie zur Theorie und Kritik der begriffsgeschichtlichen Methode. Jedes Heft enthält einen Schwerpunkt sowie Abhandlungen, Rezensionsessays und Buchbesprechungen. Veröffentlicht werden Beiträge in deutscher und englischer Sprache. Alle zur Veröffentlichung gelangenden Abhandlungen unterliegen einem anonymisierten Peer Review-Verfahren. Überdies erscheinen Sonderhefte des AfB zu ausgewählten Themen begriffsgeschichtlicher Forschung.

## Chronologie der Herausgeber
- Band 1–10: Herausgegeben von Erich Rothacker
- Band 11–26: Begründet von Erich Rothacker. Herausgegeben in Verbindung mit Hans-Georg Gadamer und Joachim Ritter von Karlfried Gründer
- Band 27–34: Begründet von Erich Rothacker. Herausgegeben in Verbindung mit Hans-Georg Gadamer und Joachim Ritter von Karlfried Gründer und Gunter Scholtz
- Band 35–43: Begründet von Erich Rothacker. Herausgegeben in Verbindung mit Hans-Georg Gadamer und Karlfried Gründer von Gunter Scholtz
- Band 44–46: Begründet von Erich Rothacker. Herausgegeben in Verbindung mit Karlfried Gründer von Ulrich Dierse und Gunter Scholtz
- Band 47–48: Begründet von Erich Rothacker. Herausgegeben von Christian Bermes, Ulrich Dierse und Christof Rapp
- Band 49–57: Begründet von Erich Rothacker. Herausgegeben von Christian Bermes, Ulrich Dierse und Michael Erler
- Band 58–61: Begründet von Erich Rothacker. Herausgegeben von Christian Bermes, Hubertus Busche und Michael Erler
- Band 62: Begründet von Erich Rothacker. Herausgegeben von Christian Bermes, Hubertus Busche, Carsten Dutt (federführend) und Michael Erler
- seit Band 63.1: Begründet von Erich Rothacker. Herausgegeben von Carsten Dutt in Verbindung mit Hubertus Busche, Michael Erler und Christian Bermes
- seit Band 64.1: Begründet von Erich Rothacker. Herausgegeben von Carsten Dutt in Verbindung mit Hubertus Busche und Michael Erler.